# سیشتدت
سیشتدت (به آلمانی: Siestedt) یک منطقهٔ مسکونی در آلمان است که در ائبیسفلده-وفرلینگن واقع شده‌است. سیشتدت ۵۸۸ نفر جمعیت دارد.